# Coupe des champions de la CONCACAF 2025
Navigation
Édition précédente Édition suivante
La Coupe des champions de la CONCACAF 2025 est la 16e édition de la plus prestigieuse des compétitions inter-clubs nord et centraméricaine de football.
Cette compétition organisée par la CONCACAF oppose les 27 meilleurs clubs continentaux qui se sont illustrés dans leurs championnats respectifs ou dans les compétitions de second rang la saison précédente.
Le vainqueur de la Coupe des champions se qualifie pour la Coupe intercontinentale de la FIFA 2025 et la Coupe du monde des clubs de la FIFA 2029.

## Format
Le format de cette compétition est identique à celui des éditions précédentes. Les nations nord-américaines présentent 3 à 6 clubs alors que les autres nations se qualifient via des compétitions continentales de second rang. Cinq équipes sont directement qualifiées pour les huitièmes de finale, alors que les 22 autres passent par un premier tour de qualification.
Les équipes franchissant le tour de qualification rejoignent les équipes qualifiées d'office dans un tableau de confrontation tiré au sort dès le début de la compétition.
La phase finale de quatre tours va des huitièmes de finale jusqu'à la finale qui se déroule sur un seul match chez l'équipe ayant obtenu les meilleurs résultats au cours de la compétition.

## Participants
27 équipes provenant d'associations membres de la CONCACAF participent à la Coupe des champions 2025,,.
12 équipes sur les 27 sont issues de compétitions continentales de second Rang :
- Les trois meilleures équipes de la Leagues Cup 2024 se qualifient pour les huitièmes de finale pour le vainqueur et le premier tour pour les autres ;
- Les trois meilleures équipes de la Coupe caribéenne 2024 se qualifient pour les huitièmes de finale pour le vainqueur et le premier tour pour les autres ;
- Les six meilleures équipes de la Coupe d'Amérique centrale 2024 se qualifient pour les huitièmes de finale pour le vainqueur et le premier tour pour les autres.

Les 15 autres places sont attribuées aux équipes nord-américaine :
- 6 places sont attribuées au Mexique et au États-Unis, 1 en huitièmes de finale et le premier tour pour les autres ;
- 3 places sont attribuées au Canada, toutes pour le premier tour.

| Mexique                                                  | Mexique                                                  | Mexique                | Mexique          |             |
| -------------------------------------------------------- | -------------------------------------------------------- | ---------------------- | ---------------- | ----------- |
| Vainqueur Tournoi Ouverture 2023 et Tournoi Clôture 2024 | Vainqueur Tournoi Ouverture 2023 et Tournoi Clôture 2024 | Club América           | Club América     |             |
| États-Unis                                               | États-Unis                                               | Leagues Cup            | Leagues Cup      |             |
| Vainqueur Coupe MLS 2024                                 | Galaxy de Los Angeles                                    | Vainqueur Tournoi 2024 | Crew de Columbus |             |
| Coupe d'Amérique centrale                                | Coupe d'Amérique centrale                                | Coupe caribéenne       | Coupe caribéenne |             |
| Vainqueur Tournoi 2024                                   | LD Alajuelense                                           | Vainqueur Tournoi 2024 | Cavalier FC      | Cavalier FC |

| Mexique                          | Mexique                   | États-Unis                      | États-Unis              |
| -------------------------------- | ------------------------- | ------------------------------- | ----------------------- |
| Finaliste Tournoi Ouverture 2023 | Tigres UANL               | 1er de la Saison régulière 2024 | Inter Miami             |
| Finaliste Tournoi Clôture 2024   | CF Cruz Azul              | 5e de la Saison régulière 2024  | FC Cincinnati           |
| 2e Classement cumulé 2024        | CF Monterrey              | 6e de la Saison régulière 2024  | Real Salt Lake          |
| 4e Classement cumulé 2024        | CD Guadalajara            | 7e de la Saison régulière 2024  | Sounders de Seattle     |
| 5e Classement cumulé 2024        | Pumas UNAM                | Vainqueur Coupe 2024            | Sporting de Kansas City |
| Coupe d'Amérique centrale        | Coupe d'Amérique centrale | Canada                          | Canada                  |
| Finaliste Tournoi 2024           | Real Estelí FC            | Vainqueur Première ligue 2024   | Cavalry FC              |
| Demi-finaliste Tournoi 2024      | Antigua GFC               | 1er Saison régulière 2024       | Forge FC                |
| Demi-finaliste Tournoi 2024      | CS Herediano              | Vainqueur Champ. soccer 2024    | Whitecaps de Vancouver  |
| Vainqueur Play-In 2024           | Deportivo Saprissa        | Vainqueur Champ. soccer 2024    | Whitecaps de Vancouver  |
| Vainqueur Play-In 2024           | FC Motagua                | Vainqueur Champ. soccer 2024    | Whitecaps de Vancouver  |
| Leagues Cup                      | Leagues Cup               | Coupe caribéenne                | Coupe caribéenne        |
| Finaliste Tournoi 2024           | Los Angeles FC            | Finaliste Tournoi 2024          | Cibao FC                |
| 3e Tournoi 2024                  | Rapids du Colorado        | 3e Tournoi 2024                 | Real Hope FA            |

## Calendrier
| Nom                 | Tirage au sort   | Match aller          | Match retour           | Nombre de participants |
| ------------------- | ---------------- | -------------------- | ---------------------- | ---------------------- |
| Phase finale (2025) |                  |                      |                        |                        |
| Premier tour        | 10 décembre 2024 | 4-6 et 18-20 février | 11-13 et 25-27 février | 22                     |
| Huitièmes de finale | 10 décembre 2024 | 4-6 mars             | 11-13 mars             | 16 (11+5)              |
| Quarts de finale    | 10 décembre 2024 | 1-3 avril            | 8-10 avril             | 8                      |
| Demi-finales        | 10 décembre 2024 | 22-24 avril          | 29 avril-1er mai       | 4                      |
| Finale              | 10 décembre 2024 | 1er juin             | 1er juin               | 2                      |

## Phase à élimination directe

### Format et tirage au sort
Le tirage au sort est un tirage intégral.
Les cinq équipes qualifiées automatiquement pour huitièmes de finale en fonction de leur classement des clubs de la CONCACAF de décembre 2024. Les quatre meilleurs ne peuvent pas s'affronter avant les demi-finales et le cinquième affronte éventuellement le premier en quart de finale.
Les 22 autres équipes sont réparties en trois groupes selon leur classement des clubs de la CONCACAF de décembre 2024 :
- un premier groupe de 3 équipes qui ne pourront affronter un des cinq qualifiés d'office qu'en quart de finale ;
- un groupe de 8 équipes qui ne pourront affronter une des trois équipes précédentes lors du premier tour ;
- un groupe de 11 équipes qui affronteront une équipe des deux premiers groupes selon un tirage au sort.

#### Classement des clubs de la CONCACAF qualifiés pour les8e
| Rang 2024 | Club                  | Score |
| --------- | --------------------- | ----- |
| 1         | Crew de Columbus      | 1252  |
| 2         | Club América          | 1242  |
| 3         | Galaxy de Los Angeles | 1203  |
| 4         | LD Alajuelense        | 1157  |
| 5         | Cavalier FC           | 1057  |

#### Classement des clubs de la CONCACAF qualifiés pour le premier tour
| Rang 2024 | Club                   | Score |
| --------- | ---------------------- | ----- |
| 1         | CF Monterrey           | 1229  |
| 2         | Tigres UANL            | 1227  |
| 3         | CF Cruz Azul           | 1223  |
| 4         | Los Angeles FC         | 1222  |
| 5         | Inter Miami            | 1216  |
| 6         | Sounders de Seattle    | 1202  |
| 7         | Pumas UNAM             | 1200  |
| 8         | CD Guadalajara         | 1199  |
| 9         | FC Cincinnati          | 1194  |
| 10        | Real Salt Lake         | 1191  |
| 11        | Whitecaps de Vancouver | 1173  |

| Rang 2024 | Club                    | Score |
| --------- | ----------------------- | ----- |
| 12        | Rapids du Colorado      | 1166  |
| 13        | Sporting de Kansas City | 1159  |
| 14        | Deportivo Saprissa      | 1142  |
| 15        | CS Herediano            | 1128  |
| 16        | Cavalry FC              | 1117  |
| 17        | FC Motagua              | 1110  |
| 18        | Antigua GFC             | 1108  |
| 19        | Forge FC                | 1106  |
| 20        | Real Estelí FC          | 1076  |
| 21        | Cibao FC                | 1060  |
| 22        | Real Hope FA            | 1025  |

- Équipe ne pouvant affronter un des cinq qualifiés d'office en huitième de finale

### Premier tour
| Équipe                 | Aller | Total   | Retour | Équipe                  |
| ---------------------- | ----- | ------- | ------ | ----------------------- |
| Los Angeles FC         | 1 - 2 | 2 E - 2 | 1 - 0  | Rapids du Colorado      |
| Inter Miami            | 1 - 0 | 4 - 1   | 3 - 1  | Sporting de Kansas City |
| CF Monterrey           | 2 - 0 | 5 - 0   | 3 - 0  | Forge FC                |
| Whitecaps de Vancouver | 1 - 2 | 3 - 2   | 2 - 0  | Deportivo Saprissa      |
| Pumas UNAM             | 1 - 2 | 3 - 2   | 2 - 0  | Cavalry FC              |
| CD Guadalajara         | 1 - 1 | 4 - 1   | 3 - 0  | Cibao FC                |
| CF Cruz Azul           | 2 - 0 | 7 - 0   | 5 - 0  | Real Hope FA            |
| Sounders de Seattle    | 3 - 1 | 6 - 2   | 3 - 1  | Antigua GFC             |
| Tigres UANL            | 0 - 1 | 3 - 1   | 3 - 0  | Real Estelí FC          |
| FC Cincinnati          | 4 - 1 | 5 - 2   | 1 - 1  | FC Motagua              |
| Real Salt Lake         | 0 - 0 | 1 - 2   | 1 - 2  | CS Herediano            |

### Huitièmes de finale
| Équipe                | Aller | Total   | Retour | Équipe                 |
| --------------------- | ----- | ------- | ------ | ---------------------- |
| Crew de Columbus      | 0 - 3 | 2 - 4   | 2 - 1  | Los Angeles FC         |
| Cavalier FC           | 0 - 2 | 0 - 4   | 0 - 2  | Inter Miami            |
| CF Monterrey          | 1 - 1 | 3 - 3 E | 2 - 2  | Whitecaps de Vancouver |
| LD Alajuelense        | 0 - 2 | 1 - 3   | 1 - 1  | Pumas UNAM             |
| Club América          | 0 - 1 | 4 - 1   | 4 - 0  | CD Guadalajara         |
| CF Cruz Azul          | 0 - 0 | 4 - 1   | 4 - 1  | Sounders de Seattle    |
| Tigres UANL           | 1 - 1 | 4 - 2   | 3 - 1  | FC Cincinnati          |
| Galaxy de Los Angeles | 0 - 1 | 4 - 2   | 4 - 1  | CS Herediano           |

### Quarts de finale
| Équipe                 | Aller | Total   | Retour | Équipe                |
| ---------------------- | ----- | ------- | ------ | --------------------- |
| Los Angeles FC         | 1 - 0 | 2 - 3   | 1 - 3  | Inter Miami           |
| Whitecaps de Vancouver | 1 - 1 | 3 E - 3 | 2 - 2  | Pumas UNAM            |
| Club América           | 0 - 0 | 1 - 2   | 1 - 2  | CF Cruz Azul          |
| Tigres UANL            | 0 - 0 | 3 - 2   | 3 - 2  | Galaxy de Los Angeles |

### Demi-finales
| Équipe       | Aller | Total | Retour | Équipe                 |
| ------------ | ----- | ----- | ------ | ---------------------- |
| Inter Miami  | 0 - 2 | 1 - 5 | 1 - 3  | Whitecaps de Vancouver |
| CF Cruz Azul | 1 - 1 | 2 - 1 | 1 - 0  | Tigres UANL            |

### Finale
La finale se déroule le 1er juin 2025.
| Équipe                 | Score | Équipe       |
| ---------------------- | ----- | ------------ |
| Whitecaps de Vancouver | 0 - 5 | CF Cruz Azul |

### Tableau final
|  | Huitièmes de finale    | Huitièmes de finale    | Huitièmes de finale    | Huitièmes de finale    |                        |                        | Quarts de finale | Quarts de finale | Quarts de finale | Quarts de finale |  |  | Demi-finales | Demi-finales | Demi-finales | Demi-finales |  |  | Finale | Finale | Finale | Finale |
|  |                        |                        |                        |                        |                        |                        |                  |                  |                  |                  |  |  |              |              |              |              |  |  |        |        |        |        |
|  |                        |                        |                        |                        |                        |                        |                  |                  |                  |                  |  |  |              |              |              |              |  |  |        |        |        |        |
|  | Crew de Columbus       | Crew de Columbus       | 0                      | 2                      |                        |                        |                  |                  |                  |                  |  |  |              |              |              |              |  |  |        |        |        |        |
|  | Crew de Columbus       | Crew de Columbus       | 0                      | 2                      |                        |                        |                  |                  |                  |                  |  |  |              |              |              |              |  |  |        |        |        |        |
|  | Los Angeles FC         | Los Angeles FC         | 3                      | 1                      |                        |                        |                  |                  |                  |                  |  |  |              |              |              |              |  |  |        |        |        |        |
|  | Los Angeles FC         | Los Angeles FC         | 3                      | 1                      | Los Angeles FC         | Los Angeles FC         | 1                | 1                |                  |                  |  |  |              |              |              |              |  |  |        |        |        |        |
|  |                        |                        |                        |                        | Los Angeles FC         | Los Angeles FC         | 1                | 1                |                  |                  |  |  |              |              |              |              |  |  |        |        |        |        |
|  |                        |                        | Inter Miami            | Inter Miami            | 0                      | 3                      |                  |                  |                  |                  |  |  |              |              |              |              |  |  |        |        |        |        |
|  | Cavalier FC            | Cavalier FC            | Inter Miami            | Inter Miami            | 0                      | 3                      | 0                | 0                |                  |                  |  |  |              |              |              |              |  |  |        |        |        |        |
|  | Cavalier FC            | Cavalier FC            |                        |                        |                        |                        |                  | 0                |                  |                  |  |  |              |              |              |              |  |  |        |        |        |        |
|  | Inter Miami            | Inter Miami            | 2                      | 2                      |                        |                        |                  |                  |                  |                  |  |  |              |              |              |              |  |  |        |        |        |        |
|  | Inter Miami            | Inter Miami            | 2                      | 2                      | Inter Miami            | Inter Miami            | 0                | 1                |                  |                  |  |  |              |              |              |              |  |  |        |        |        |        |
|  |                        |                        |                        |                        | Inter Miami            | Inter Miami            | 0                | 1                |                  |                  |  |  |              |              |              |              |  |  |        |        |        |        |
|  |                        |                        | Whitecaps de Vancouver | Whitecaps de Vancouver | 2                      | 3                      |                  |                  |                  |                  |  |  |              |              |              |              |  |  |        |        |        |        |
|  | CF Monterrey           | CF Monterrey           | Whitecaps de Vancouver | Whitecaps de Vancouver | 2                      | 3                      | 1                | 2                |                  |                  |  |  |              |              |              |              |  |  |        |        |        |        |
|  | CF Monterrey           | CF Monterrey           |                        |                        |                        |                        |                  | 2                |                  |                  |  |  |              |              |              |              |  |  |        |        |        |        |
|  | Whitecaps de Vancouver | Whitecaps de Vancouver | 1                      | 2 E                    |                        |                        |                  |                  |                  |                  |  |  |              |              |              |              |  |  |        |        |        |        |
|  | Whitecaps de Vancouver | Whitecaps de Vancouver | 1                      | 2 E                    | Whitecaps de Vancouver | Whitecaps de Vancouver | 1                | 2 E              |                  |                  |  |  |              |              |              |              |  |  |        |        |        |        |
|  |                        |                        |                        |                        | Whitecaps de Vancouver | Whitecaps de Vancouver | 1                | 2 E              |                  |                  |  |  |              |              |              |              |  |  |        |        |        |        |
|  |                        |                        | Pumas UNAM             | Pumas UNAM             | 1                      | 2                      |                  |                  |                  |                  |  |  |              |              |              |              |  |  |        |        |        |        |
|  | LD Alajuelense         | LD Alajuelense         | Pumas UNAM             | Pumas UNAM             | 1                      | 2                      | 0                | 1                |                  |                  |  |  |              |              |              |              |  |  |        |        |        |        |
|  | LD Alajuelense         | LD Alajuelense         |                        |                        |                        |                        |                  | 1                |                  |                  |  |  |              |              |              |              |  |  |        |        |        |        |
|  | Pumas UNAM             | Pumas UNAM             | 2                      | 1                      |                        |                        |                  |                  |                  |                  |  |  |              |              |              |              |  |  |        |        |        |        |
|  | Pumas UNAM             | Pumas UNAM             | 2                      | 1                      | Whitecaps de Vancouver | Whitecaps de Vancouver | 0                | 0                |                  |                  |  |  |              |              |              |              |  |  |        |        |        |        |
|  |                        |                        |                        |                        | Whitecaps de Vancouver | Whitecaps de Vancouver | 0                | 0                |                  |                  |  |  |              |              |              |              |  |  |        |        |        |        |
|  |                        |                        | CF Cruz Azul           | CF Cruz Azul           | 5                      | 5                      |                  |                  |                  |                  |  |  |              |              |              |              |  |  |        |        |        |        |
|  | Club América           | Club América           | CF Cruz Azul           | CF Cruz Azul           | 5                      | 5                      | 0                | 4                |                  |                  |  |  |              |              |              |              |  |  |        |        |        |        |
|  | Club América           | Club América           |                        |                        |                        |                        |                  | 4                |                  |                  |  |  |              |              |              |              |  |  |        |        |        |        |
|  | CD Guadalajara         | CD Guadalajara         | 1                      | 0                      |                        |                        |                  |                  |                  |                  |  |  |              |              |              |              |  |  |        |        |        |        |
|  | CD Guadalajara         | CD Guadalajara         | 1                      | 0                      | Club América           | Club América           | 0                | 1                |                  |                  |  |  |              |              |              |              |  |  |        |        |        |        |
|  |                        |                        |                        |                        | Club América           | Club América           | 0                | 1                |                  |                  |  |  |              |              |              |              |  |  |        |        |        |        |
|  |                        |                        | CF Cruz Azul           | CF Cruz Azul           | 0                      | 2                      |                  |                  |                  |                  |  |  |              |              |              |              |  |  |        |        |        |        |
|  | CF Cruz Azul           | CF Cruz Azul           | CF Cruz Azul           | CF Cruz Azul           | 0                      | 2                      | 0                | 4                |                  |                  |  |  |              |              |              |              |  |  |        |        |        |        |
|  | CF Cruz Azul           | CF Cruz Azul           |                        |                        |                        |                        |                  | 4                |                  |                  |  |  |              |              |              |              |  |  |        |        |        |        |
|  | Sounders de Seattle    | Sounders de Seattle    | 0                      | 1                      |                        |                        |                  |                  |                  |                  |  |  |              |              |              |              |  |  |        |        |        |        |
|  | Sounders de Seattle    | Sounders de Seattle    | 0                      | 1                      | CF Cruz Azul           | CF Cruz Azul           | 1                | 1                |                  |                  |  |  |              |              |              |              |  |  |        |        |        |        |
|  |                        |                        |                        |                        | CF Cruz Azul           | CF Cruz Azul           | 1                | 1                |                  |                  |  |  |              |              |              |              |  |  |        |        |        |        |
|  |                        |                        | Tigres UANL            | Tigres UANL            | 1                      | 0                      |                  |                  |                  |                  |  |  |              |              |              |              |  |  |        |        |        |        |
|  | Tigres UANL            | Tigres UANL            | Tigres UANL            | Tigres UANL            | 1                      | 0                      | 1                | 3                |                  |                  |  |  |              |              |              |              |  |  |        |        |        |        |
|  | Tigres UANL            | Tigres UANL            |                        |                        |                        |                        |                  | 3                |                  |                  |  |  |              |              |              |              |  |  |        |        |        |        |
|  | FC Cincinnati          | FC Cincinnati          | 1                      | 1                      |                        |                        |                  |                  |                  |                  |  |  |              |              |              |              |  |  |        |        |        |        |
|  | FC Cincinnati          | FC Cincinnati          | 1                      | 1                      | Tigres UANL            | Tigres UANL            | 0                | 3                |                  |                  |  |  |              |              |              |              |  |  |        |        |        |        |
|  |                        |                        |                        |                        | Tigres UANL            | Tigres UANL            | 0                | 3                |                  |                  |  |  |              |              |              |              |  |  |        |        |        |        |
|  |                        |                        | Galaxy de Los Angeles  | Galaxy de Los Angeles  | 0                      | 2                      |                  |                  |                  |                  |  |  |              |              |              |              |  |  |        |        |        |        |
|  | Galaxy de Los Angeles  | Galaxy de Los Angeles  | Galaxy de Los Angeles  | Galaxy de Los Angeles  | 0                      | 2                      | 0                | 4                |                  |                  |  |  |              |              |              |              |  |  |        |        |        |        |
|  | Galaxy de Los Angeles  | Galaxy de Los Angeles  |                        |                        |                        |                        |                  | 4                |                  |                  |  |  |              |              |              |              |  |  |        |        |        |        |
|  | CS Herediano           | CS Herediano           | 1                      | 1                      |                        |                        |                  |                  |                  |                  |  |  |              |              |              |              |  |  |        |        |        |        |
|  | CS Herediano           | CS Herediano           | 1                      | 1                      |                        |                        |                  |                  |                  |                  |  |  |              |              |              |              |  |  |        |        |        |        |
|  |                        |                        |                        |                        |                        |                        |                  |                  |                  |                  |  |  |              |              |              |              |  |  |        |        |        |        |